# Мерлер, Кенни де
Кенни де Мерлер (фр. Kenny de Meirleir) — бельгийский клиницист, иммунолог.
Доктор медицины, доктор философии, профессор, эмерит-профессор Брюссельского свободного университета (с 2014).
Окончил школу в Мехелене, Бельгия. Затем в 1969-70 гг. отучился год в Университете Мемфиса в США, после чего в 1970-77 гг. получил медицинское образование в Брюссельском свободном университете — со степенью доктора медицины (1977, magna cum laude). В 1977-82 гг. при последнем в университетской клинике прошёл ординатуру и был сертифицирован по специальности «Внутренние болезни». В 1982-84 гг. занимался кардиологией в альма-матер. Служил в армии. В 1985 году получил степень доктора философии (Ph.D.) по физиологии.
В 1985—2005 гг. специалист-кардиолог Брюссельского свободного университета.
С 2006 года директор Himmunitas VZW (некоммерческая организация, специализирующаяся на хронических иммунных нарушениях) в Брюсселе. Himmunitas — частный институт, специализирующийся, в частности, на синдроме хронической усталости. Там Кенни де Мерлер является терапевтом-кардиологом.
С 2013 года медицинский директор Nevada Center for Biomedical Research (NVCBR).
С 2014 года преподающий эмерит-профессор факультета психологии Брюссельского свободного университета.
Ведёт медицинскую практику в Рино, Невада.
Редактор медицинских журналов.
Отмечен премией Сольвея (Solvay Prize, 1980) и исследовательской наградой НАТО.
Автор многих работ.